# Gümüştepe, Muradiye
Gümüştepe là một xã thuộc thành phố Muradiye, tỉnh Van, Thổ Nhĩ Kỳ. Dân số thời điểm năm 2011 là 768 người.